# 侵略前夜
「侵略前夜」（しんりゃくぜんや、原題: "The Sontaran Stratagem"）は、ドクターとして知られるヒューマノイドの異星人がタイムトラベルをする冒険譚である、イギリスのSFドラマ『ドクター・フー』の第4シリーズ第4話。2008年4月26日に BBC One で放送された。本作とその後編「死に覆われた星」は、以前第3シリーズでの二部作「ダーレク・イン・マンハッタン」と「ダーレクの進化」でも脚本を担当したヘレン・レイナーが担当した。
「侵略前夜」ではコリン・ベイカーが6代目ドクター役を演じた1985年の The Two Doctors 以来、異星人ソンターランが初めて登場シリーズに登場した。また、先代コンパニオンのマーサ・ジョーンズ（演:フリーマ・アジェマン）が第3シリーズ最終話「ラスト・オブ・タイムロード」以来の登場を果たした。本作の舞台は現代の地球で、マーサとUNITはアトモスを巡る案件の援助を求めてドクターを地球へ招集した。アトモスは世界中の4億台の自動車に導入されたグリーン・テクノロージの核心的な部品であり、ソンターランの大気汚染計画の一端であることが後に判明する。
製作総指揮のラッセル・T・デイヴィスはソンターランを再登場させることを番組の復活時から考えていて、ターディスを下船したマーサのその後の人格の変化を示すことを望んだ。本作は本放送時の視聴者数が706万人に達し、評価指数は87を記録した。批評家は一般に肯定的なレビューをし、ソンターランの再登場やスタール役のクリストファー・ライアン、レイナーの脚本を称賛した。レイナーの脚本が第3シリーズの「ダーレク・イン・マンハッタン」「ダーレクの進化」から良くなったとする批評家もいた。

## 製作

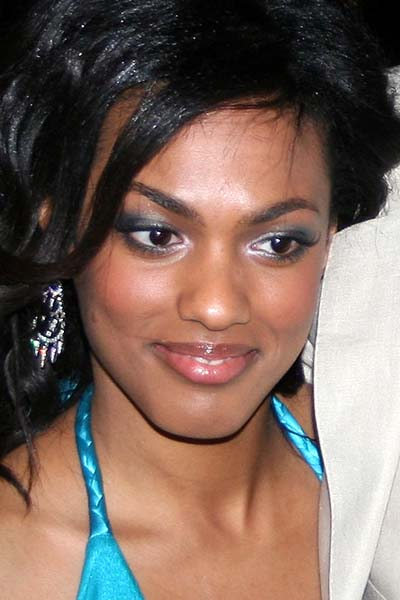
本作ではマーサ・ジョーンズ役でフリーマ・アジェマンが再登場した。

### コンセプト
本作では1985年の The Two Doctors で最後に登場したソンターラン、「ラスト・オブ・タイムロード」と『秘密情報部トーチウッド』のエピソード「リセット」「Dead Man Walking (Torchwood)」「A Day in the Death」に出演したマーサ・ジョーンズが再登場し、UNITも中心的に登場した。エグゼクティブ・プロデューサーのラッセル・T・デイヴィスは脚本家ヘレン・レイナーにソンターラン、軍、マーサの再登場を含むあらすじを与えた。
本作はクラシックシリーズのモンスターを新シリーズに登場させるというパターンを踏んでいる。ソンターランは復活させる悪役のリストに常にその名を連ねていたとデイヴィスはコメントした。The Invasion of Time（1978年）以外のソンターランのストーリーは全て地球を舞台にしていたため、本作の舞台にも地球が選ばれた。

### 脚本
マーサがターディスを降りたことによりデイヴィスは彼女の人格を変えることが可能になった。ドクターへの恋に落ちていた第3シリーズと違い、再登場時にマーサはより成長してドクターと対等の立場になった。脚本家たちは特にマーサのキャラクター性・地位・ドナへの反応の観点で議論した。レイナーは軍人としてのキャリアよりもマーサの医療のキャリアを強調することを選んだ。また、第2シリーズ「同窓会」でローズ・タイラー（演:ビリー・パイパー）が先代コンパニオンサラ・ジェーン・スミス（演:エリザベス・スレイデン）に当初抱いた見解と重複するため、"handbags at dawn" シナリオは回避した。
本作では新シリーズで初めてUNITが本格的に登場した。UNITの正式名称は政治的な雰囲気とブランドの混同を理由に国際連合からの要望で United Nations Intelligence Taskforce から Unified Intelligence Taskforce に変更された。新しいアクロニムは脚本家間でミーティングを何度か行った後にデイヴィスが作り出した。UNITの兵士グレイとウィルソンは特別に"エイリアンの素材"として執筆された。また、本作ではドクターのUNITに勤務していた時期が1970年代か80年代か定かでないという形で、UNITのストーリーの時代設定に矛盾が生じていることに言及している。
ライナーは当初毒ガスが工場から放出されるシーンを具体化させたが、後の草案では複数の理由のためにガスの発生元が車に変更された。本作では社会実録と「悪のカーナビシステムが遥かに係合可能で抵抗できない」というアイディアがもたらされ、デイヴィスはこのコンセプトが非常に『ドクター・フー』らしいと考えた。シリーズが順番を無視して製作されたため、アトモスという脇筋は以前のエピソード「ドナとドクター」にも隠されていた。また、メデューサ・カスケードの "15番目の壊れた月" も今回で言及された。メデューサ・カスケードはこれまでに「ラスト・オブ・タイムロード」や「ドナとドクター」、「ポンペイ最後の日」で言及されていた。本作では、ユニットのジープにインストールされたシステムが小さく爆発した。当初レイナーはこれを大規模な爆発にしたがったが、費用を抑えるためと陳腐なアクションシーンを風刺するために爆発は火花に抑えられた。
本作は「UFO ロンドンに墜落」と「ラザラスの欲望」のようにコンパニオンの家族を登場させた。タイラー家やジョーンズ家と違い、シルヴィア・ノーブルとウィルフレッド・モットはそれぞれ「消えた花嫁」と「呪われた旅路」で以前にドクターと会ったことがあり、このことからレイナーは物語の脇筋を手にした。ウィルフレッドが「消えた花嫁」で不在だったことは彼がインフルエンザに罹患していたことで説明された。ウィルフレッドはドクターに好印象を抱いていたが、これはテナント曰くドクターを理解しない母親という長い伝統を継いだ、シルヴィアと異なるものであった。デイヴィスは番組の復活以降、ドクターを信頼する家族のメンバーを欲していた。

### 撮影
記者の中島ジョーの乗る車がシステムに誘導されて運河に突っ込む冒頭のシーンはカーディフの船渠で撮影された。当該シーンは新シリーズで初めて車が主軸になったシーンで、ワンショットで完成させる必要があった。運河に突っ込んだ車は船の航路を明白にするためその後即座に撤去された。ラティガン・アカデミーでのシーンは2007年10月23日から26日にかけてポート・タルボットのマーガン・カントリー・パークで撮影された。ポストプロダクションで The Millがロンドンスカイライン&ガスを追加した。
ソンターランのクローン文化はクラシックシリーズで断言されていたが、「侵略前夜」はクローニングの過程が描かれた最初のエピソードとなった。当初、工場の全ての労働者がクローンの予定であったが、レイナーはクローンを減らしてマーサだけにし、後編との連続性の問題を解消した。クローンの型はルアーリ・ミアーズが演じており、彼はそれまでに身に着けていたよりもペイントに時間のかかる補綴マスクを着用した。クローニングタンクを含むシーンはウェールズのシャンプー工場で撮影され、「ポンペイ最後の日」の備品がクローン収容タンクとして再利用された。デイヴィスとアジェマンはクローニングルームでの一連のシーンを楽しんだ。アジェマンは悪いコンパニオン（マーサのクローン）を演じることを気に入り、クローンの存在でアジェマンとデイヴィスは本物のマーサがより温かく感じられた。また、兵士グレイとハリスが暗い部屋でタンクを発見するのがクラシックの『ドクター・フー』らしいと、デイヴィスは考えた。

## 放送と評価
「侵略前夜」はその放送枠で最も視聴者数が多く、706万人に達した。視聴者数はその日では『ブリテンズ・ゴット・タレント』に次ぐ2番目で、その週でも17番目であった。評価指数は87 ("Excellent") で、その日の番組では最も高い数値であった。

### 批評家の評価
ザ・ステージのマーク・ライトは本作が全体として「新シリーズであるのと同じくらいに古い風味がする」とコメントし、「脚本は何故自分で思いつかなかったのだろうと不思議に思うほどに巧みにシンプルな前提だった」と述べ、「テイトのキャラクターは「消えた花嫁」での風刺からかけ離れた」とした。また、ライトはアジェマンの楽々としたマーサの演技、ならびに対応する悪のクローンの演技を称賛した。ソンターランのファンでもあるライトは彼らの再登場と再デザインに肯定的だった。デジタル・スパイのベン・ローソン・ジョーンズは本作を星5つのうち4つ星とした。彼は物語のプロットが良く練られていてペース配分も良いと感じ、ヘレン・レイナーの脚本が「ダーレク・イン・マンハッタン」から向上したとも感じた。また、彼はUNITやマーサ、ドナの家族、ソンターランの再登場、ドナとマーサのやり取り、スタール役のクリストファー・ライアンも称賛した。しかし、スコールの声については明らかにどんよりしていたと論評した。ダグラス・マッキノンによる本作の監督も批判されており、特にクローンルームでのシーンが批判を受けた。レビューの終わりに、彼は冒頭の効果は視聴者がどれほど後編「死に覆われた星」を見たいと思うかにかかっているとして締めくくった。
IGNのマット・ウェールズは本作を10点満点中7.9で "good" と評価し、「本作の前提にも拘わらず本作は危険なほどに壮大さに近い」と述べ、レイナーの脚本について「最高の茶番と愛情深いSF模倣作の間の危険な立場へ怖れ多くも歩いて行ったサクッとした脚本」とコメントした。彼はテナントとテイトについては、視聴者の予想を混乱させるために、"四角い顎のシリアス"から"かすかに加虐的な倒錯"まで、絶えず揺れ動くことを"楽しんで"いたと指摘した。スタール役のライアンの演技も称賛したが、彼はアジェマンがまだ「マーサが恋に悩まされていた馬鹿からリプリーのようなスーパー兵士に変身したにも拘わらず、カリスマ性と幅の広さは死んだ魚のようだった」と感じた。彼は本作を「二部作の前編のすべきことのほとんどをやってのけた。来週の爆発的な必然的対決のために作品を素早く移動させた」と纏めた。エアロック・アルファのアラン・スタンリー・ベアは「侵略前夜」を「エキサイティングでノスタルジックな冒険」と表現し、本作が普通の物体（今回は車）を世界的な殺人道具へ変えたことが番組の評判に沿っているとした。彼は本作でドナとマーサの導入が「同窓会」で見られたローズ・タイラーとサラ・ジェーン・スミスの反対であること、ドナが彼女の祖父を訪れた物語の脇筋に人間の要素をもたらしたこと、そして本作のクリフハンガーを称賛した。しかし、彼は「要点に辿り着くまでに時間がかかりすぎた」と綴り、「ソンターランの会話と陳腐で単純なマインドコントロールは、土曜の朝のカートゥーンじみた要素の中で、素晴らしく複雑な物語のピースになりえる物を減らしたように感じられた」とコメントした。
TV Scoop のジョン・ベレスフォードは、本作が冒頭はスロースタートだったものの、幾分のユーモアと鋭い会話があり、よくプロットが練られていて、アクションも豊富で全体として良いペースであり、彼自身の予想に沿っていたと考えた。また彼は、古いくたびれたUNITから、新たに刷新されて数多くの魅力的な装備も備わった洒落たUNITに変わったことも称賛した。また、ドクターとラティガンの対峙を「インスパイアされた脚本のピース」、クリフハンガーを「今までで最高」と呼んだ。また、彼はアトモスというアイディアが上手くいったとも考えた。彼が特記した唯一の欠点はソンターランの態度が以前より柔らかになったことで、「スタールはまず撃ってから問いかけるだろう」と主張した。